# Primera División de Fútbol Sala (Perú)
La División de Honor, también conocida como Primera División Futsal Pro, es una liga de futsal, organizada por la Federación Peruana de Fútbol, y la máxima categoría de este deporte en el país.

## Historia
El fútbol sala nació en Montevideo aproximadamente a finales de 1930. El éxito de la selección uruguaya de fútbol en la primera Copa del Mundo, la de Uruguay 1930, desencadenó una euforia nacional que se evidenció en el creciente deseo de practicar ese deporte, incluso sin importar el tamaño del campo ni la superficie. En ese contexto Juan Carlos Ceriani, un profesor de educación física de la Asociación Cristiana de Jóvenes (YMCA) de Montevideo, decidió llevar la práctica a espacios más pequeños y cerrados, además de adaptar las reglas del fútbol, y de otros deportes, para crear lo que denominó fútbol de salón.
Hacia 1960, la Asociación Cristiana de Jóvenes de Lima, recibió la influencia deportiva de sus pares de Montevideo he introdujo el fútbol de salón dentro de sus prácticas deportivas habituales. La sede de la YMCA en la Avenida Bolívar (Pueblo Libre) acogió los primeros partidos jugados en el país. Durante los años 70, Dante Vargas y el Instituto Nacional de Recreación intentaron, sin éxito, promover el deporte. La iniciativa tuvo que competir contra el fútbol callejero que ya tenía una acogida significativa. 
Años más tarde la Federación Peruana de Fútbol, con apoyo de algunos socios del Club de Regatas Lima, intentó promocionar el deporte, pero el proyecto también fracasó. Recién en 1999 se logra una consolidación del deporte gracias al trabajo de la Comisión Nacional de Futsal de la Federación Peruana de Fútbol - FPF. Ese año se juega un torneo llamado preselectivo-experimental que serviría de base para las ediciones de más adelante. El 2000, Christian Pardo presentó el Plan Maestro de Desarrollo del Futsal en el Perú a la Comisión Nacional de Futsal de la Federación Peruana de Fútbol - FPF y al Instituto Peruano del Deporte.
El primer representante peruano en un torneo internacional fue Deporcentro Casuarianas (en la Copa Libertadores de Futsal 2002) un club que luego jugaría en el Torneo Nacional de Futsal de la Asociación Peruana de Futsal (APF), adscrita a la AMF.
La primera división de futsal se inició bajo el nombre de División Superior, en el 2002, para luego los clubes participantes constituyeron la Liga Mayor de Futsal - LIMAYOR. La denominación División Superior se mantuvo hasta 2010 cuando empezó a llamar de la manera actual. Para principios de 2000 el torneo seguía siendo amateur, los equipos no contaban con auspiciadores en las camisetas, y los partidos carecía de una cobertura significativa. Recién en 2004 el canal CMD (hoy Movistar Deportes) empezó a cubrir los partidos y el campeonato adquirió mayor relevancia.
A la par de estos campeonatos se desarrolló también el Campeonato Nacional de Futsal (Perú), en el que participaban equipos de diferentes regiones del país y los dos primeros de la División Superior como representantes de Lima. Este torneo, que se empezó a jugar en el 2004, coronó a varios equipos de la División Superior como campeones nacionales.
| Campeonato Nacional de Futsal | Campeonato Nacional de Futsal | Campeonato Nacional de Futsal | Campeonato Nacional de Futsal | Campeonato Nacional de Futsal |
| N.º                           | Año                           | Campeón                       | Resultado                     | Subcampeón                    |
| ----------------------------- | ----------------------------- | ----------------------------- | ----------------------------- | ----------------------------- |
| I                             | 2004                          |                               |                               |                               |
| II                            | Lima 2005                     | Sel. de Trujillo              | 4 – 2                         | Club Túpac Amaru              |
| III                           | 2006                          | Universitario                 |                               |                               |
| IV                            | Cusco 2007                    | Univ. San Martín              | 6 – 2                         | Deportivo América             |
| V                             | Chiclayo 2008                 | Deportivo JAP                 | 8 – 5                         | Deportivo Ingeniería          |
| VI                            | Callao 2009                   | Deportivo JAP                 | 3 – 2                         | Grasshoppers                  |
| VII                           | Lima 2010                     | Panta NPA                     | 3 – 2                         | TigreGraph                    |
| VIII                          | Lima 2011                     |                               |                               |                               |
| IX                            | Lima 2012                     | Deportivo Panta               |                               | ADC Sport Atenas              |
| X                             | Iquitos 2013                  | Primero de Mayo               | 5 – 0                         | ADC Sport Atenas              |
| XI                            | Lima 2014                     |                               |                               |                               |
| XII                           | Lima 2015                     | Primero de Mayo               | Liga                          | Triple R                      |
| XIII                          | Lima 2016                     | Triple R                      | Liga                          |                               |
| XIV                           | Lima 2017                     | Distrito Azul                 | 7 – 4                         | Lapoint y CIA                 |
| XV                            | Arequipa 2018                 | JM Sie Sur                    | Liga                          | Ñawi Soport                   |

En 2004 se vivió uno de sus mayores éxitos a nivel internacional luego de que Deportivo Kansas (subcampeón en el 2003) se consagrara campeón del Campeonato Sudamericano de Futsal - Zona Norte y clasificara para la final del Campeonato Sudamericano de Futsal, hoy Copa Libertadores de Futsal de 2004, donde finalmente perdería frente a Malwee/jaragua. Este sigue siendo el logro máximo de un club peruano en torneos internacionales. También otro logro sucedió cuando en agosto de 2005 el Club Túpac Amaru campeonó en el torneo internacional Copa Integración realizada en Guayaquil, Ecuador. 
Desde 2010, Deportivo Panta y Primero de Mayo han dominado la liga; ambos clubes han campeonado entre las temporadas 2010 y 2018. En ese periodo de tiempo, Deportivo Panta ganó seis títulos mientras que 1.° de Mayo ganó dos. El partido entre ambos clubes es conocido como el Clásico del fútbol sala peruano. Todo esto llegó a su fin en la temporada 2019 en la que Universitario de Deportes se consagró campeón luego de vencer a Deportivo Overall y rompió nueve años de hegemonía de Panta y Primero de Mayo.
En 2015 ocho clubes fundaron la Asociación Deportiva de Clubes de Futsal del Perú, una entidad cuya finalidad es representar a los clubes, promover y difundir el futsal FIFA en todo el país. Los clubes fundadores fueron: Universitario de Deportes, Deportivo JAP, Los Pioneros, YMCA Perú, Alfonso Ugarte, Deportivo Santa Anita, Primero de Mayo y Panta Walón.
En el 2016 se terminó el vínculo con Movistar Deportes y el torneo dejó de ser transmitido durante 2017, 2018 y la mitad del 2019. A partir de la temporada 2018, la Federación Peruana de Fútbol decidió reorganizar el fútbol sala en una nueva liga: Futsal Pro, que cuenta con dos divisiones Primera y Segunda y, para la segunda mitad del 2019, llegó a un acuerdo con TV Perú para la transmisión de los partidos. Para la temporada 2022, la casa televisora Nativa TV obtuvo lo derechos para transmitir el torneo en sus múltiples plataformas hasta la actualidad. 

## Sistema de competición
En los inicios, el torneo se jugaba bajo el formato de apertura y clausura con los ganadores de cada campeonato jugando la final nacional. Los clubes jugaban bajo el sistema de todos contra todos, una vez en el apertura y otra en el clausura empezando ambos torneos con 0 puntos. El descenso se decidía en una tabla acumulada que sumaba los puntos del apertura y clausura. A partir de la temporada 2010 se implementó un nuevo sistema que incluía play-offs al final de la temporada con los 4 primero de la tabla de posiciones luego de los clubes jugaran dos rondas bajo el sistema de todos contra todos. En 2016, luego de la fase regular, (dos rondas de enfrentamientos todos contra todos) se jugó un hexagonal previo a los play-offs. A partir de 2018 los play-offs se empezaron a jugar con 6 equipos, añadiendo una ronda previa a las semifinales. 
En la temporada 2018, los 12 clubes participantes se enfrentaron entre sí mediante el sistema de todos contra todos dos veces. Al término de las 22 jornadas los cuatro primeros clasificaron a los playoffs. En los playoffs, los cuatro participantes se enfrentaron por eliminación directa a partido único en dos llaves de semifinales (1.º vs. 4.º; y 2.º vs. 3.º) y posteriormente, en una final. Para la temporada 2019 se introdujeron los playoffs con 6 equipos, con cuatro equipos jugando los cuartos de final (llave 1: 3.º vs. 6.º, llave 2: 4.º vs. 5.º) y los dos primeros clasificando directamente a la semifinales (1.º vs. llave 2 vs 2.º vs. llave 1). En esta ocasión todas las rondas se jugaron a doble partido.

### Clasificación a torneos internacionales
La División de Honor tiene un cupo a la Copa Libertadores de Futsal. En el pasado envió uno o dos representantes de manera continua desde 2002 a excepción de la temporada 2013 en la que la Zona Norte no se jugó y por lo tanto no hubo clubes peruanos en el torneo continental. Para la temporada 2018, Perú contó con un cupo para la Copa Libertadores de fútbol sala de la temporada 2019. El campeón del torneo nacional se clasificó para dicho certamen. Debido a la pandemia COVID-19, no se disputó la Copa CONMEBOL Libertadores Futsal 2020. La Copa Libertadores de Futsal 2021 se disputó con los campeones de los torneos 2019. Durante el 2022 se disputó el torneo Pre-Libertadores para determinar al representante peruano a la Copa Libertadores de Futsal 2022 ya que debido a la pandemia, no se disputó el torneo de Primera División Futsal Pro en las temporadas 2020 y 2021.

## Clasificados a losplay-offsen la temporada regular
Entre paréntesis se muestran los resultados de los play-offs.
| Temporada                                                  | 1.º                  | 2.º                  | 3.º                     | 4.º                       | 5.º                  | 6.º                  |
| ---------------------------------------------------------- | -------------------- | -------------------- | ----------------------- | ------------------------- | -------------------- | -------------------- |
| 2011                                                       | Deportivo Panta (C)  | AFA Rímac (s)        | RR La Molina (3.º)      | TigreGraph (4.º)          |                      |                      |
| 2012                                                       | Primero de Mayo (C)  | Deportivo Panta (s)  | AFA Rímac (3.º)         | R&R Surco (4.º)           |                      |                      |
| 2013                                                       | Deportivo Panta (C)  | AFA Rímac (3.º)      | Primero de Mayo (s)     | Col. Alfonso Ugarte (4.º) |                      |                      |
| 2014                                                       | R&R Surco (s)        | Deportivo Panta (C)  | AFA Rímac (4.º)         | Primero de Mayo (3.º)     |                      |                      |
| 2015                                                       | Primero de Mayo (C)  | Deportivo Panta (s)  | R&R Surco               | Deportivo Santa Anita     |                      |                      |
| 2016                                                       | Primero de Mayo (C)  | Deportivo Panta (s)  | UCH (4.º)               | AFA Rímac (3.º)           |                      |                      |
| 2017                                                       | Primero de Mayo (s)  | Deportivo Panta (C)  | UCH (3.º)               | AFA Rímac (4.º)           |                      |                      |
| 2018                                                       | Primero de Mayo (s)  | Deportivo Panta (C)  | Deportivo Overall (4.º) | AFA Rímac (3.º)           |                      |                      |
| 2019                                                       | Primero de Mayo (sf) | Deportivo Panta (sf) | Deportivo Overall (s)   | AFA Rímac (pr)            | Universitario (C)    | RP Futsal (pr)       |
| 2020-2021: Suspendidos por la pandemia de COVID-19 en Perú |                      |                      |                         |                           |                      |                      |
| 2022                                                       | Universitario (s)    | Panta Walon (C)      | Club Hermanos Rey (sf)  | AFA Rímac (pr)            | Primero de Mayo (sf) | Palermo F.C. (pr)    |
| 2023                                                       | Universitario (s)    | Panta Walon (C)      | AFA Rímac (sf)          | Club Hermanos Rey (sf)    | Primero de Mayo (pr) | Santa María (pr)     |
| 2024                                                       | Panta Walon (s)      | Universitario (C)    | Hermanos Rey (sf)       | AFA Rímac (sf)            | Cabitos Futsal (pr)  | Primero de Mayo (pr) |

(C): Campeón. (s): subcampeón. (sf): eliminado en semifinales. (pr): eliminado en primera ronda. 

## Ganadores de torneos cortos
| Temporada | Apertura               | Clausura             | Verano            |
| --------- | ---------------------- | -------------------- | ----------------- |
| 2007      | Universidad San Martín | Deportivo América    |                   |
| 2008      | Deportivo JAP          | Deportivo Ingeniería | Universitario     |
| 2009      | Dynamo San Luis        | Deportivo Panta      |                   |
| 2010      | Deportivo JAP          | Deportivo Panta      | TigreGraph        |
| 2011      | TigreGraph             | Deportivo Panta      | Deportivo Panta   |
| 2012      | Deportivo Panta        |                      | Deportivo Panta   |
| 2013      | Deportivo Panta        | Primero de Mayo      | Deportivo Panta   |
| 2014      | Primero de Mayo        | AFA Rímac            | Deportivo Panta   |
| 2015      | Deportivo Panta        | Primero de Mayo      | No disputado      |
| 2016      | UCH                    | Primero de Mayo      | No disputado      |
| 2017      | Primero de Mayo        | Deportivo Panta      | No disputado      |
| 2018      | Deportivo Panta        | Primero de Mayo      | Deportivo Overall |

## Lista de campeones
| Temporada                                                  | Campeón                           | Resultado          | Subcampeón                   | Serie 1            | Serie 2            | Equipos            |
| Etapa experimental                                         | Etapa experimental                | Etapa experimental | Etapa experimental           | Etapa experimental | Etapa experimental | Etapa experimental |
| ---------------------------------------------------------- | --------------------------------- | ------------------ | ---------------------------- | ------------------ | ------------------ | ------------------ |
| 1999                                                       |                                   | –                  |                              |                    |                    |                    |
| 2000                                                       |                                   | –                  |                              |                    |                    |                    |
| 2001                                                       |                                   | –                  |                              |                    |                    |                    |
| División Superior                                          |                                   |                    |                              |                    |                    |                    |
| 2002                                                       | Juventud Almagro                  | –                  | Deportivo Ingeniería         |                    |                    |                    |
| 2003                                                       | Deportivo La Sonora               | –                  | Deportivo Kansas             |                    |                    |                    |
| 2004                                                       | Deportivo Kansas                  | –                  | Deportivo La Sonora          |                    |                    |                    |
| 2005                                                       | Universitario de Deportes         | 6 – 4 (pró.)       | Deportivo Kansas             |                    |                    |                    |
| 2006                                                       | Deportivo Kansas                  | –                  | Universitario de Deportes    |                    |                    |                    |
| 2007                                                       | Universidad San Martín (Apertura) | –                  | Deportivo América (Clausura) |                    |                    |                    |
| 2008                                                       | Deportivo Ingeniería (Clausura)   | –                  | Deportivo JAP (Apertura)     |                    |                    | 18                 |
| 2009                                                       | Grasshoppers                      | 5 – 1              | Deportivo JAP                |                    |                    |                    |
| División de Honor                                          |                                   |                    |                              |                    |                    |                    |
| 2010                                                       | Panta NPA                         | 7 – 3              | TigreGraph                   | 3 – 2              | 4 – 1              |                    |
| 2011                                                       | Panta NPA/Sport Boys              | 6 – 3              | AFA Rímac                    | 6 – 3              |                    |                    |
| 2012                                                       | Primero de Mayo                   | 5 – 3              | Deportivo Panta NPA UCV      | 5 – 3              |                    | 11                 |
| 2013                                                       | Deportivo Panta Walon             | 12 – 5             | Primero de Mayo              | 7 – 2              | 5 – 3              | 10                 |
| 2014                                                       | Deportivo Panta Walon             | 8 – 4              | R&R Surco                    | 6 – 3              | 2 – 1              | 12                 |
| 2015                                                       | Primero de Mayo                   | 4 – 0              | Deportivo Panta Walon        | 4 – 0              |                    | 12                 |
| 2016                                                       | Primero de Mayo                   | 3 – 1              | Deportivo Panta Walon        | 3 – 1              |                    | 12                 |
| Liga Futsal Pro: Primera División                          |                                   |                    |                              |                    |                    |                    |
| 2017                                                       | Deportivo Panta Walon             | 1 – 0              | Primero de Mayo              | 1 – 0              |                    | 12                 |
| 2018                                                       | Deportivo Panta                   | 2 – 2 (2 – 0) p.   | Primero de Mayo              | 2 – 2              |                    | 8                  |
| 2019                                                       | Universitario de Deportes         | 8 – 5              | Deportivo Overall            | 5 – 3              | 3 – 2              | 12                 |
| 2020-2021: Suspendidos por la pandemia de COVID-19 en Perú |                                   |                    |                              |                    |                    |                    |
| 2022                                                       | Panta Walon                       | 5 – 2              | Universitario de Deportes    | 2 – 2              | 3 – 0              | 10                 |
| 2023                                                       | Panta Walon                       | 3 – 3 (4 – 3) p.   | Universitario de Deportes    | 1 – 0              | 2 – 3              | 10                 |
| 2024                                                       | Universitario de Deportes         | 5 – 4              | Panta Walon                  | 2 – 1              | 3 – 3              | 10                 |

## Títulos por club
Se muestra en negrita a los clubes aún activos en la Primera División. 
| Pos. | Club                      | Títulos | Subcampeón | Años en los que fue campeón                    | Años en los que fue subcampeón |
| ---- | ------------------------- | ------- | ---------- | ---------------------------------------------- | ------------------------------ |
| 1    | Panta Walon               | 8       | 4          | 2010, 2011, 2013, 2014, 2017, 2018, 2022, 2023 | 2012, 2015, 2016, 2024         |
| 2    | Primero de Mayo           | 3       | 4          | 2012, 2015, 2016                               | 2010, 2013, 2017, 2018         |
| 3    | Universitario de Deportes | 3       | 3          | 2005, 2019, 2024                               | 2006, 2022, 2023               |
| 4    | Deportivo Kansas (D)      | 2       | 1          | 2004, 2006                                     | 2003                           |
| 5    | Deportivo Ingeniería (D)  | 1       | 1          | 2008                                           | 2002                           |
| 5    | Deportivo La Sonora (D)   | 1       | 1          | 2003                                           | 2004                           |
| 6    | Universidad San Martín    | 1       |            | 2007                                           |                                |
| 7    | Deportivo JAP             |         | 3          |                                                | 2005, 2008, 2009               |
| 8    | AFA Rímac                 |         | 1          |                                                | 2011                           |
| 8    | R&R Surco                 |         | 1          |                                                | 2014                           |
| 8    | Deportivo Overall         |         | 1          |                                                | 2019                           |

(D): clubes desaparecidos.

## Estadísticas

### Goleadores por temporada
| Temporada | Jugador             | Club                      | Goles |
| --------- | ------------------- | ------------------------- | ----- |
| 2014      | Yerson Saldarriaga  | Dynamo La Rivera          |       |
| 2015      | Jordi Ribera        | Primero de Mayo           | 35    |
| 2017      | Oswaldo Cornejo     | América San Juan          | 31    |
| 2018      | Jesús Alfredo Vidal | AFA Rímac                 | 42    |
| 2019      | Jesús Alfredo Vidal | Deportivo Panta           | 31    |
| 2022      | Tony Alvarado       | Universitario de Deportes | 23    |

## Clásicos
El Deportivo Panta es el más campeón del futsal peruano (8 títulos), y disputa sus partidos más reñidos con Primero de Mayo (3 títulos) y con Universitario de Deportes (3 títulos), quienes entre ambos también juegan enconados partidos.

## Otras divisiones
Segunda División

### Reserva
- 2018: Overall 5 - 0 Sr. de Los Milagros de Apolo[60]
- 2019: Overall[61]

### División Promocional
Tercera división. 
Campeones:
- 2012:
- 2013: Deportivo Overall, Deportivo Municipal
- 2014: Walon FC 4 - 2 UCH[62]
- 2015: Escuela Talentos, Sport Japan Motors (2.º)[63]
- 2016: Palermo FC (1.º), Paraíso Huachipa (2.º)[64]

Cambia de denominación a Liga de Ascenso a Segunda División
- 2017: RP Futsal, Hermanos Rey, Santa María
- 2018:Participantes los campeones de las Ligas Distritales:
  - El Agustino:
  - La Victoria:
  - Breña:
  - San Luis:
  - San Borja:
  - Cercado de Lima:
  - Rímac:
  - Los Olivos:
  - Ate:
  - Surco:
  - Chorrillos:
  - San Martín de Porres:
  - San Juan de Lurigancho:
  - Comas:
  - Callao: Real Tiwinza, Puerto Nuevo[65]
- 2019: Participantes los campeones de las Ligas Distritales:
  - El Agustino: Villa Hermosa, Parque Triangular[66]
  - La Victoria:
  - Breña: UTP, Real Armada
  - San Luis:
  - San Borja: Jaitay Futsal (2.º)
  - Cercado de Lima:
  - Rímac: Real Santos, Huerta Guinea[67]
  - Los Olivos:
  - Ate: Sport Viña (2.º)
  - Surco: Águilas FC, Somos Talento
  - Chorrillos: Estudiantes FC (2.º)
  - San Martín de Porres: UNAC, Unión Olivos[68]
  - San Juan de Lurigancho: JAP Futsal (2.º)
  - Comas: River (2.º)
  - Callao:

### Femenino
- 2009: Universidad Ricardo Palma, JC Sport Girls (2.º)[3]
- 2014: Municipalidad de San Borja
- 2015: Municipalidad de San Borja
- 2016: Municipalidad de San Borja
- 2017: UNMSM
- 2018: UNMSM  -  Panta Walón
- 2019: Marte FC/Primero de Mayo - UNMSM[69]